# Hold On, I'm Comin' (album Sam & Dave)
| Recensione   | Giudizio     |
| ------------ | ------------ |
| AllMusic     | [ 1 ]        |
| Sputnikmusic | 4.5 (Superb) |

Hold On, I'm Comin' è l'album di debutto del duo soul Sam & Dave, pubblicato il 1º aprile 1966 dalla Stax Records di Memphis e registrato con l'ausilio della Booker T. & the MG's e di altri musicisti dello staff di Jim Stewart.
La title track, in realtà dal titolo leggermente diverso Hold On! I'm a Comin', è stata un successo mondiale (raggiunse la posizione numero 21 della Billboard Hot 100).
Curiosa l'ispirazione della canzone (che dà anche il titolo all'album), infatti in un momento di pausa di prove le quali non avevano portato ad alcun risultato, David Porter era in bagno facendosi attendere, il coautore Isaac Hayes spazientito gli urlò di sbrigarsi, Porter in risposta gridò Hold On! I'm Coming (ovvero Un momento! Sto arrivando).

## Tracce
Lato A
1. Hold On! I'm a Comin' – 2:30 (Isaac Hayes, David Porter) – Registrato l'8 marzo 1966 a Memphis, Tennessee
2. If You Got the Loving – 2:30 (David Porter, Isaac Hayes, Steve Cropper) – Registrato l'8 agosto 1966 a Memphis, Tennessee
3. I Take What I Want – 2:35 (David Porter, Isaac Hayes, Mabon Teenie Hodges) – Registrato il 27 luglio 1965 a Memphis, Tennessee
4. Ease Me – 2:25 (David Porter, Isaac Hayes) – Registrato l'8 agosto 1966 a Memphis, Tennessee
5. I Got Everything I Need – 2:53 (Steve Cropper, Eddie Floyd, Alvertis Isbell) – Registrato l'8 marzo 1966 a Memphis, Tennessee
6. Don't Make It So Hard on Me – 2:45 (Eddie Floyd, Willa Dean Deanie Parker) – Registrato l'8 agosto 1966 a Memphis, Tennessee

Durata totale: 15:38
Lato B
1. It's a Wonder – 2:38 (David Porter, Isaac Hayes) – Registrato l'8 agosto 1966 a Memphis, Tennessee
2. Don't Help Me Out – 2:55 (David Porter, Isaac Hayes) – Registrato l'8 agosto 1966 a Memphis, Tennessee
3. Just Me – 2:35 (Willa Dean Deanie Parker, Randall Catron, Mary Frierson) – Registrato l'8 agosto 1966 a Memphis, Tennessee
4. You Got It Made – 2:30 (David Porter, Isaac Hayes) – Registrato l'8 agosto 1966 a Memphis, Tennessee
5. You Don't Know Like I Know – 2:36 (Isaac Hayes, David Porter) – Registrato il 25 ottobre 1965 a Memphis, Tennessee
6. Blame Me (Don't Blame My Heart) – 2:18 (Steve Cropper, Alvertis Isbell) – Registrato il 25 ottobre 1965 a Memphis, Tennessee

Durata totale: 15:32

## Musicisti
- Samuel Moore – voce
- Dave Prater – voce
- Booker T. & the MG's e Mar-Key Horns – strumenti
  - Booker T. Jones – tastiere
  - Steve Cropper – chitarra
  - Donald Dunn – basso
  - Al Jackson, Jr. – batteria
  - Charles Packy Axton – sassofono tenore
  - Don Nix – sassofono
  - Wayne Jackson – trombone, tromba
  - Isaac Hayes – organo
- Deanie Parker – libretto
- Ronnie Stoots – copertina album